# Haré Naẕerat
Haré Naẕerat (hebreiska: הרי נצרת, Hare Naẕerat, Haré Natserat) är kullar i Israel.   De ligger i distriktet Norra distriktet, i den norra delen av landet.
Haré Naẕerat sträcker sig 9,5 km i öst-västlig riktning. Den högsta toppen är Har Yona, 561 meter över havet.
Topografiskt ingår följande toppar i Haré Naẕerat:
- Har Nadav
- Har Yona
- Har Ẕammeret